# Cookie (informática)
Una cookie es un  pequeño archivo de texto emitido por un sitio web y almacenada en el navegador del usuario, que contiene información sobre la actividad del usuario en el mismo sitio web, de manera que el sitio web puede consultar la actividad previa del usuario en dicho sitio web.   
Sus principales funciones son:
- Recordar accesos. Conocer si ya se ha visitado la página para actuar en consecuencia, por ejemplo mostrando o no cierto contenido, recordar a un usuario, recordar partidas de juegos de navegador o actividad dentro del sitio web emisor, etc. Cuando un usuario introduce su nombre de usuario y contraseña, se almacena una cookie para que no tenga que estar buscando para cada página del servidor. Sin embargo, una cookie no identifica a una persona, sino a una combinación de computadora de la clase de computación-navegador-usuario. Esto significa que la persona que crea la cuenta no se puede presentar con esta cuenta y ser reconocido.
- Conocer información sobre los hábitos de navegación por parte de agencias de publicidad y otros. Esto puede causar problemas de búsqueda y es una de las principales razones por la que las cookies tienen sus detractores.

Originalmente, solo podían ser almacenadas por petición de un sitio web desde el servidor, pero el navegador Netscape dio a su lenguaje Javascript la capacidad de introducirlas directamente, sin necesidad de solicitar el almacenamiento en el navegador al usuario. En un principio, debido a errores del navegador, esto dio algunos problemas de seguridad, pues al no estar preparados los navegadores para gestionar adecuadamente este tipo de información, las cookies se podían usar con fines de espionaje o de infectar dispositivos con malware. Las cookies pueden ser borradas, aceptadas, ignoradas o bloqueadas.

## Historia
Las cookies mágicas fueron ya usadas en informática cuando el programador Lou Montulli tuvo la idea de utilizarlas en las comunicaciones web en junio de 1994. En ese momento era un empleado de Netscape Communications, que estaba desarrollando una aplicación de comercio electrónico para MCI. Vint Cerf y John Klensin representaban a MCI en las discusiones técnicas con Netscape Communications. Como no querían que los servidores de MCI tuvieran que retener los estados transaccionales parciales, pidieron a Netscape que encontrase una forma de guardar esos estados en el ordenador de cada usuario. Las cookies ofrecían una solución al problema de implementar de forma fiable un carrito de compras virtual.
Junto con John Giannandrea, Montulli escribió la especificación inicial de Netscape para las cookies ese mismo año. La versión 0.9beta del Mosaic de Netscape, publicada el 13 de octubre de 1994, soportaba cookies. El primer uso de las cookies (fuera del laboratorio) fue validar si los visitantes del sitio web de Netscape ya habían visitado anteriormente el sitio. Montulli solicitó una patente para la tecnología de cookies en 1995, y se le concedió en 1998. El uso de cookies fue integrado en Internet Explorer en la versión 2, publicada en octubre de 1995.
La introducción de las cookies no era ampliamente conocida por el público en ese momento. En particular, las cookies se aceptaban por defecto y no se notificaba a los usuarios de la presencia de las mismas. El público en general se enteró de ellas después de que el Financial Times publicase un artículo sobre las cookies el 12 de febrero de 1996. Ese mismo año las cookies recibieron un montón de atención mediática, especialmente por sus implicaciones potenciales en materia de privacidad. Las cookies se debatieron en dos audiencias de la Comisión Federal de Comercio de los EE. UU. en 1996 y en 1997.
El desarrollo de la especificación formal de las cookies ya estaba en marcha. En particular, las primeras discusiones acerca de una especificación formal empezaron en abril de 1995 en la lista de distribución www-talk. Se formó un grupo de trabajo especial dentro del IETF. Dos propuestas alternativas para introducir estado en las transacciones HTTP habían sido presentadas por Brian Behlendorf y David Kristol respectivamente, pero el grupo, liderado por el mismo Kristol y Aron Afatsuom, pronto decidió usar la especificación de Netscape como punto de partida. En febrero de 1996, el grupo de trabajo identificó a las cookies de terceros como una importante amenaza a la privacidad. La especificación producida por el grupo se publicó finalmente como el RFC 2109 en febrero de 1997. En él se especifica que las cookies de terceros no deberían permitirse o como mínimo estar desactivadas por defecto.
En ese momento, empresas de publicidad ya estaban usando cookies de terceros. La recomendación de las mismas introducida en el RTFC 2109 no fue seguida ni por Netscape ni por Internet Explorer.
El RFC 2109 fue reemplazado por el RFC 2965 en octubre de 2000. La especificación definitiva para las cookies como se usan actualmente fue publicada en el RFC 6265 en abril de 2011.

## Propósito
Las cookies son utilizadas habitualmente por los servidores de aplicaciones para diferenciar usuarios y para actuar de diferente forma dependiendo de estos. Las cookies se inventaron para ser utilizadas en un código virtual, que actúa como dispositivo virtual en el que el usuario va "utilizando" los elementos que adquiere, de forma que los puedan utilizar para navegar en Internet en el sitio de su preferencia donde se muestran los objetos a usar y añadirlos a  la "cesta de instalación" en cualquier momento que lo necesite. Las cookies permiten que el contenido de la "cesta de instalación "dependa de las acciones del usuario.
Un uso de las cookies es identificarse en un sitio web que sean privados o default protegidos. el usuario normalmente se identifican introduciendo sus claves en una página de validación; las cookies permiten al servidor saber que el usuario ya está validado, y por lo tanto se le puede permitir acceder a servicios o realizar operaciones que están restringidas a todos los usuarios no identificados y como n diferentes dispositivos al acreditado y vinculado por el usuario.
Otros sitios web utilizan las cookies para personalizar su aspecto según las preferencias del usuario. Los sitios que requieren identificación en el menú de inicio.el idioma  exclusivo del usuario es el español.ys que es de la regio de donde proviene la señal Wifi. La personalización incluye tanto presentación como funcionalidad. Por ejemplo, las páginas de Google permiten a los usuarios identificados elegir un estilo de presentación a su gusto; el motor de búsqueda de Chrome permite a los usuarios (identificados) decidir cuántos resultados de búsqueda quieren ver en cada página.
Las cookies se utilizan también para realizar seguimientos de usuarios a lo largo de un sitio web. Las cookies de terceros y los corregir errores en servidores web que se explican no  permiten el seguimiento entre diferentes sitios. El seguimiento en un mismo sitio normalmente se hace con la intenciónes de monetizar el contenido, mientras que por parte de las compañías de publicidad, entienden y priorizan la ayuda con un estímulo monetario .que luego se usarán para orientar campañas publicitarias.

## Realización

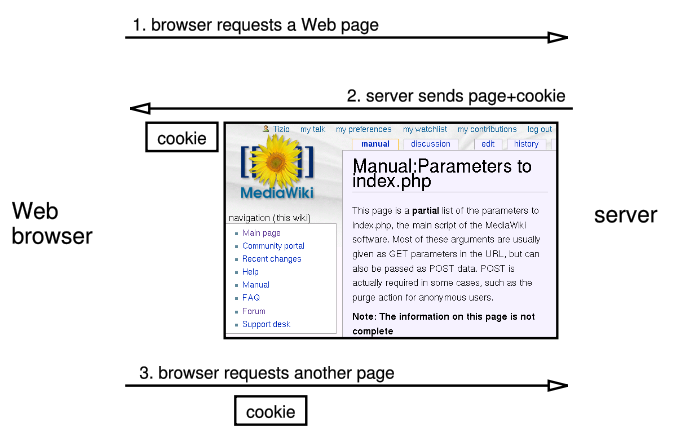
Una posible interacción entre un navegador web y un servidor, en la que el servidor envía r y el navegador la devuelve cuando solicita otra página.

Técnicamente, las cookies son trozos de datos arbitrarios definidos por el servidor web y enviados al navegador. El navegador los devuelve al servidor sin modificar, reflejando así un estado (memoria de eventos anteriores) en las transacciones HTTP, que de otra manera serían independientes de ese estado.
Sin las cookies, cada petición de una página web o un componente de una página web sería un evento aislado, sin ninguna relación con el resto de peticiones de otras páginas del mismo sitio. Pero devolviendo una cookie al servidor web, el navegador proporciona al servidor un medio para relacionar la solicitud de la página actual con solicitudes de páginas anteriores. Además de ser definidas por un servidor web, las cookies también pueden ser definidas por un script en un lenguaje como JavaScript, si este está soportado y habilitado en el navegador web.
Las especificaciones de cookies sugieren que los navegadores deben soportar un número mínimo de cookies o una cantidad mínima de memoria para almacenarlas. En concreto, se espera que un navegador sea capaz de almacenar al menos 300 cookies de 4 kilobytes cada una y al menos 20 cookies por servidor o dominio.
El servidor que establece la cookie puede especificar una fecha de borrado, en cuyo caso la cookie será borrada en esa fecha. Un sitio de compras podría querer ayudar a clientes potenciales recordando las cosas que había en su cesta de la compra, incluso si cierran el navegador sin realizar la compra y vuelven más tarde, para evitar que tengan que buscar los productos de nuevo. En ese caso, el servidor crearía una cookie con fecha de borrado según el deseo del diseñador del sitio web. Si no se define una fecha de borrado, la cookie es borrada cuando el usuario cierra su navegador. Por lo tanto, definir una fecha de borrado es una manera de hacer que la cookie sobreviva entre sesiones. Por esta razón, las cookies con fecha de borrado se llaman persistentes.

## Ideas equivocadas
Desde su introducción en Internet han circulado ideas equivocadas acerca de las cookies. En 2005 Júpiter Research publicó los resultados de un estudio, según el cual un importante porcentaje de entrevistados creían cierta alguna de las siguientes afirmaciones:
- Las cookies son similares a gusanos y virus que pueden borrar datos de los discos duros de los usuarios.
- Las cookies son un tipo de programa espía porque pueden leer información personal almacenada en el ordenador de los usuarios.
- Las cookies generan ventanas emergentes.
- Las cookies se utilizan para generar contenido basura.
- Las cookies solo se utilizan con fines publicitarios.

En realidad, las cookies son solo datos, no código, luego no pueden borrar ni leer información del ordenador de los usuarios. Sin embargo, las cookies permiten detectar las páginas visitadas por un usuario en un sitio determinado o conjunto de sitios. Esta información puede ser recopilada en un perfil de usuario. Estos perfiles son habitualmente anónimos, es decir, no contienen información personal del usuario (nombre, dirección, etc). De hecho, no pueden contenerla a menos que el propio usuario la haya comunicado a alguno de los sitios visitados. Pero aunque anónimos, estos perfiles han sido objeto de algunas preocupaciones relativas a la privacidad.
Según el mismo informe, un gran porcentaje de los usuarios de Internet no saben cómo borrar las cookies.

## Configuración del navegador
La mayor parte de los navegadores modernos soportan las cookies. Sin embargo, un usuario puede normalmente elegir si las cookies deberían ser utilizadas o no. A continuación, las opciones más comunes:
1. El navegador pregunta al usuario si se debe aceptar cada cookie.

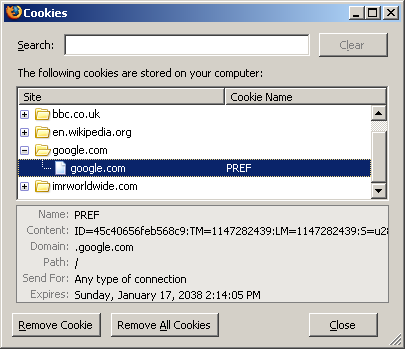
El gestor de cookies de Firefox, mostrando los detalles de varias cookies por dominio

El navegador también puede incluir la posibilidad de especificar mejor qué cookies tienen que ser aceptadas y cuáles no. En concreto, el usuario puede normalmente aceptar alguna de las siguientes opciones: rechazar las cookies de determinados dominios; rechazar las cookies de terceros (ver más abajo); aceptar cookies como no persistentes (se eliminan cuando el navegador se cierra); permitir al servidor crear cookies para un dominio diferente. Además, los navegadores pueden también permitir a los usuarios ver y borrar cookies individualmente.
La mayoría de los navegadores que soportan JavaScript permiten a los usuarios ver las cookies que están activas en una determinada página escribiendo javascript:alert("Cookies: "+document.cookie) en el campo de dirección.
La especificación P3P incluye la posibilidad de que un servidor defina una política de privacidad que especifique qué tipo de información recoge y con qué propósito. Estas políticas incluyen (entre otras cosas) el uso de información recopilada a través de cookies. Según la especificación P3P, un navegador puede aceptar o rechazar cookies comparando la política de privacidad con las preferencias del usuario almacenadas, o preguntar al usuario, ofreciéndole la política de privacidad declarada por el servidor.

## Cookies de terceros
Las cookies tienen implicaciones importantes en la privacidad y el anonimato de los usuarios de la web. Aunque las cookies solo se envían al servidor que las definió o a otro en el mismo dominio, una página web puede contener imágenes y otros componentes almacenados en servidores de otros dominios. Las cookies que se crean durante las peticiones de estos componentes se llaman cookies de terceros o también cookies de seguimiento.
Las compañías publicitarias utilizan cookies de terceros para realizar un seguimiento de los usuarios a través de múltiples sitios. En concreto, una compañía publicitaria puede seguir a un usuario a través de todas las páginas donde ha colocado imágenes publicitarias o web bugs. El conocimiento de las páginas visitadas por un usuario permite a estas compañías dirigir su publicidad según las supuestas preferencias del usuario.

### Restricciones
Poco a poco los propios navegadores han ido incorporando opciones de configuración que permite bloquear las cookies de terceros.
La posibilidad de crear un perfil de los usuarios se ha considerado como una potencial amenaza a la privacidad, incluso cuando el seguimiento se limita a un solo dominio, pero especialmente cuando es a través de múltiples dominios mediante el uso de cookies de terceros. Por esa razón, algunos países tienen legislación sobre cookies.
El gobierno de los Estados Unidos definió estrictas reglas para la creación de cookies en el año 2000, después de que se conociese que la Oficina de Control de Drogas Nacional de la Casa Blanca utilizaba cookies para seguir a los usuarios que tras visitar su campaña antidrogas, visitaban sitios relacionados con la fabricación o el uso de drogas. En 2002, el activista por la privacidad Daniel Brandt averiguó que la CIA había estado definiendo cookies persistentes en ordenadores durante diez años. Cuando les informó de que estaban violando la política, la CIA confirmó que esas cookies no habían sido creadas intencionadamente, y dejó de utilizarlas. El 25 de diciembre de 2005, Brandt descubrió que la Agencia de Seguridad Nacional había estado creando dos cookies persistentes en los ordenadores de sus visitantes debido a una actualización de software. Tras ser informada, la agencia deshabilitó inmediatamente las cookies.
La directiva de la Unión Europea de 2002 sobre privacidad en las telecomunicaciones contiene reglas sobre el uso de cookies. En concreto, en el artículo 5, párrafo 3 establece que el almacenamiento de datos (como cookies) en el ordenador de un usuario solo puede hacerse si: 1) el usuario recibe información sobre cómo se utilizan esos datos; y 2) el usuario tiene la posibilidad de rechazar esa operación. Sin embargo, este artículo también establece que almacenar datos que son necesarios por motivos técnicos está permitido como excepción. Se esperaba que esta directiva hubiese comenzado su aplicación desde octubre de 2003, pero un informe de diciembre de 2004 dice (página 38) que no ha sido aplicado en la práctica, y que algunos países miembros (Eslovaquia, Letonia, Grecia, Bélgica y Luxemburgo) ni siquiera la han transpuesto a su legislación. El mismo informe sugiere un profundo análisis de la situación en los Estados miembros. 
Legislación posterior también obliga a informar a los consumidores que sus sitios web utilizan cookies. Por ejemplo, la europea General Data Protection Regulation (GDPR) de 2016 o la California Consumer Privacy Act (CCPA) de 2018.
En 2020 Google anunció que en 2022 no permitiría el uso de cookies de terceros en Chrome. Posteriormente aplazó la medida para mediados de 2023. Google está promoviendo el uso de la API FLoC como sustituto.

## Inconvenientes de lascookies
Además de lo relativo a la privacidad que ya se ha mencionado, hay otras razones por las que el uso de cookies ha recibido cierta oposición: no siempre identifican correctamente a los usuarios, y se pueden utilizar para ataques de seguridad.

### Identificación inexacta
Si se utiliza más de un navegador en un ordenador, cada uno tiene su propio almacenamiento de cookies. Por lo tanto, las cookies no identifican a una persona, sino a una combinación de cuenta de usuario, ordenador y navegador. De esta manera, cualquiera que utilice varias cuentas, varios ordenadores, o varios navegadores, tiene también múltiples conjuntos de cookies.
De la misma manera, las cookies no diferencian entre varias personas que utilicen el mismo ordenador o navegador, si estos no utilizan diferentes cuentas de usuario.

### Robo decookies
Durante el funcionamiento normal, las cookies se envían en los dos sentidos entre el servidor (o grupo de servidores en el mismo dominio) y el ordenador del usuario que está navegando. Dado que las cookies pueden contener información sensible (nombre de usuario, un testigo utilizado como autenticación, etc.), sus valores no deberían ser accesibles desde otros ordenadores. Sin embargo, las cookies enviadas sobre sesiones HTTP normales son visibles a todos los usuarios que pueden escuchar en la red utilizando un sniffer de paquetes. Estas cookies no deben contener por lo tanto información sensible. Este problema se puede solventar mediante el uso de https, que invoca seguridad de la capa de transporte para cifrar la conexión.
El scripting entre sitios permite que el valor de las cookies se envíe a servidores que normalmente no recibirían esa información. Los navegadores modernos permiten la ejecución de segmentos de código recibidos del servidor. Si las cookies están accesibles durante la ejecución, su valor puede ser comunicado de alguna manera a servidores que no deberían acceder a ellas. El proceso que permite a una parte no autorizada recibir una cookie se llama robo de cookies, y el cifrado no sirve contra este tipo de ataque.
Esta posibilidad es explotada normalmente por atacantes de sitios que permiten a los usuarios el envío de contenido HTML. Introduciendo un segmento de código adecuado en un envío HTML, un atacante puede recibir las cookies de otros usuarios. El conocimiento de estas cookies puede después ser explotado mediante la conexión a los sitios en los que se utilizan las cookies robadas, siendo así identificado como el usuario a quien se le robaron las cookies.

### Falsificación decookies
Aunque las cookies deben ser almacenadas y enviadas de vuelta al servidor sin modificar, un atacante podría modificar el valor de las cookies antes de devolverlas. Si, por ejemplo, una cookie contiene el valor total de la compra de un usuario en un sitio web, cambiando ese valor el servidor podría permitir al atacante pagar menos de lo debido por su compra. El proceso de modificar el valor de las cookies se denomina falsificación de cookies y a menudo se realiza tras un robo de cookies para hacer un ataque persistente.
Sin embargo, la mayoría de los sitios web solo almacenan en la cookie un identificador de sesión —un número único utilizado para identificar la sesión del usuario— y el resto de la información se almacena en el propio servidor. En este caso, el problema de la falsificación de cookies queda prácticamente eliminado.

### Cookiesentre sitios (cross-site cooking)
Cada sitio debe tener sus propias cookies, de forma que un sitio malo.net no tenga posibilidad de modificar o definir cookies de otro sitio como bueno.net. Las vulnerabilidades de cookies entre sitios de los navegadores permiten a sitios maliciosos romper esta regla. Esto es similar a la falsificación de cookies, pero el atacante se aprovecha de usuarios no malintencionados con navegadores vulnerables, en vez de atacar el sitio web directamente. El objetivo de estos ataques puede ser realizar una fijación de sesión (robo de sesión en un sitio web).

## Alternativas a lascookies
Algunas de las operaciones que se pueden realizar mediante cookies también se pueden hacer mediante otros mecanismos. Sin embargo, estas alternativas a las cookies tienen sus propios inconvenientes, que acaban convirtiendo a las cookies en la opción preferida en la práctica. La mayoría de las alternativas descritas a continuación permiten el seguimiento del usuario, si bien es cierto que no de forma tan fiable. Es por ello que la privacidad sigue siendo un problema, incluso si el navegador rechaza las cookies y el servidor no las define.

### Dirección IP
Una técnica poco fiable de realizar un seguimiento de usuarios se basa en almacenar la dirección IP del ordenador que solicita las páginas. Esta técnica ha estado disponible desde los inicios de World Wide Web, al ser necesario para la descarga de páginas que el servidor que las tiene conozca la dirección IP del ordenador en el que corre el navegador, o de su servidor proxy si lo hay. El servidor puede guardar esta información, independientemente del uso o no de cookies.
Sin embargo, estas direcciones son normalmente menos fiables que las cookies para la identificación de un usuario, debido a que los ordenadores y proxies pueden estar compartidos por varios usuarios, y el mismo ordenador puede tener asignadas diferentes direcciones IP en diferentes sesiones (caso típico en conexiones telefónicas, aunque también a través de ADSL y otras tecnologías). La fiabilidad de esta técnica se puede aumentar mediante el uso de otra característica del protocolo HTTP: cuando un navegador solicita una página porque el usuario ha seguido un enlace, la petición que se envía al servidor contiene la URL de la página donde el enlace estaba localizado. Si el servidor almacena esas URL, se puede rastrear el camino de páginas visitadas por el usuario de forma más precisa. Sin embargo, estos rastreos son menos fiables que los que proporcionan las cookies, ya que varios usuarios pueden acceder a la misma página desde el mismo ordenador, router con NAT o proxy, y después seguir enlaces diferentes. Además, esta técnica solo permite el rastreo, y no puede reemplazar a las cookies en sus otros usos.
El seguimiento de direcciones IP puede ser imposible en algunos sistemas que se utilizan precisamente para mantener el anonimato en Internet, tales como Tor. Con tales sistemas, no solo puede un navegador utilizar varias direcciones a lo largo de una sesión, sino que varios usuarios podrían aparecer como si utilizasen la misma dirección IP, convirtiendo por lo tanto el uso de las direcciones IP en una técnica absolutamente inútil para el rastreo de usuarios.

### URL (query string)
Una técnica más precisa consiste en incrustar información en la URL. Normalmente se usa para este fin la cadena de consulta que es parte de la URL, pero también se pueden utilizar otras partes. El mecanismo de sesión de PHP utiliza este método si las cookies no están habilitadas.
Este método consiste en que el servidor web añade cadenas de consulta a los enlaces de la página web que contiene, a la hora de servirla al navegador. Cuando el usuario sigue un enlace, el navegador devuelve al servidor la query string añadidos a los enlaces.
Las query strings utilizadas de esta manera son muy similares a las cookies, siendo ambas porciones de información definidos por el servidor y devueltas por el navegador posteriormente. Sin embargo, existen diferencias: dado que una cadena de consulta es parte de una URL, si la URL es reutilizada posteriormente, se estará enviando al servidor la misma porción de información. Si, por ejemplo, las preferencias de un usuario están codificadas en la query string de una URL, y el usuario envía esa URL a otro usuario por algún medio, esas preferencias serán utilizadas también por ese otro usuario.
Además, incluso si el mismo usuario accede a la misma página dos veces, no hay garantía de que se utilice la misma query string en las dos. Si, por ejemplo, el mismo usuario llega a la misma página dos veces, una proveniente de otra página del mismo servidor web, y otra de un buscador, las respectivas query strings serán normalmente diferentes, mientras que las cookies hubiesen sido idénticas. Para más detalles, véase cadenas de consulta.
Otras desventajas de las cadenas de consulta están relacionadas con la seguridad: almacenar en una query string información que identifica una sesión permite o simplifica los ataques de fijación de sesión, ataques de seguimiento de referentes y otras vulnerabilidades. La transferencia de identificadores de sesión en forma de cookies es más segura.
Otra desventaja de las query strings tiene que ver con la forma en que la web está diseñada. Las URL deberían apuntar a recursos y ser "opacas". Véase transferencia de estado representacional. Si se tiene una URL que incluye una cadena de consulta, ya no es la ubicación real del recurso.

### Autenticación HTTP
Para la autenticación, el protocolo HTTP incluye mecanismos tales como el digest access authentication, que permite acceder a una página web solo cuando el usuario ha facilitado un nombre de usuario y contraseña correctos. Una vez que se han introducido los credenciales, el navegador las almacena y las utiliza para acceder a las páginas siguientes, sin pedirlas de nuevo al usuario. Desde el punto de vista del usuario, el efecto es el mismo que si se usan cookies: el nombre de usuario y palabra clave solo se piden una vez, y a partir de entonces el usuario obtiene acceso a las páginas del servidor. Internamente, el nombre de usuario y la contraseña se envían al servidor con cada petición del navegador. Esto quiere decir que alguien que estuviese escuchando este tráfico podría leer esta información y almacenarla para su uso posterior. Las sesiones, no obstante, normalmente expiran tras un periodo de inactividad determinado, quedando así invalidadas para, por ejemplo, recuperar la sesión que tenía el usuario que estaba navegando.

### Objetos Macromedia Flash almacenados localmente
Si un navegador incluye el complemento de Macromedia Flash Player, se puede utilizar la función de objetos compartidos localmente (local shared objects) del mismo, de una forma muy similar a las cookies. Los objetos almacenados localmente  (local stored objects) pueden ser una opción interesante para los desarrolladores web porque la mayoría de los usuarios de Windows tienen Flash Player instalado, el tamaño máximo por defecto de los objetos es 100 kb, y los controles de seguridad son distintos de los controles de usuario para las cookies, de forma que los objetos almacenados localmente puedan estar habilitados cuando las cookies no lo están.

### Persistencia en el cliente
Algunos navegadores web soportan un mecanismo de persistencia basado en script que permite que la página almacene información localmente para su uso posterior. Internet Explorer, por ejemplo, soporta información persistente en el historial del navegador, en los favoritos, en un almacenamiento XML, o directamente en una página web guardada en disco.

#### Propiedadwindow.namede JavaScript
Si está habilitado el uso de JavaScript, se puede utilizar la propiedad window.name del objeto window para almacenar información de forma persistente. Esta propiedad permanece inalterada durante la carga de otras páginas web. Este pequeño hack no es muy conocido, y por lo tanto no ha sido considerado un fallo de seguridad. Además, el uso de window.name tiene problemas de compatibilidad con navegadores, ya que algunos, como los basados en Mozilla de los que Mozilla Firefox es un ejemplo, no soportan la persistencia con JavaScript utilizando window.name.

## Implementación

### Creando unacookie
La transferencia de páginas Web sigue HTTP. A pesar de las cookies, los navegadores piden una página de servidores para enviarles un texto corto llamado HTTP. Por ejemplo, para acceder a la página http://www.w3.org/index.html, los navegadores se conectan al servidor www.w3.org mandando una petición que se parece a la siguiente:
|           | GET /index.html HTTP/1.1 |          |
| navegador | →                        | servidor |

El servidor responde al enviar la página pedida precedida por un texto similar, llamado encabezado HTTP. Este paquete puede contener líneas peticionando al navegador para que guarde cookies:
|           | HTTP/1.1 200 OK Content-type: text/html Set-Cookie: name=value (content of page) |          |
| navegador | ←                                                                                | servidor |

La línea Set-cookie es solo enviada si el servidor desea que el navegador guarde cookies. De hecho, es una petición al navegador el guardar la secuencia name=value y enviarla de vuelta en cualquier otro futuro pedido del servidor. Si el navegador soporta cookies y las cookies están admitidas, cada petición de cada página subsecuente al mismo servidor va a contener la cookie. Por ejemplo, el navegador pide la página http://www.w3.org/spec.html enviando al servidor www.w3.org un pedido que se asemeja al siguiente:
|           | GET /spec.html HTTP/1.1 Cookie: name=value Accept: */* |          |
| navegador | →                                                      | servidor |

Este es un pedido para otra página del mismo servidor, y se diferencia del primero porque contiene la secuencia que el servidor había previamente enviado al navegador. Por donde, el servidor sabe que este pedido está relacionado con el previo. El servidor responde al enviar la página pedida, posiblemente añadiendo otras cookies también.
El valor de la cookie puede ser modificada por el servidor al enviar una nueva línea Set-Cookie: name=newvalue en respuesta al pedido de la página. El navegador entonces reemplaza el viejo valor con el nuevo.
La línea Set-Cookie no es típicamente generada por el servidor HTTP en sí, sino por un programa CGI. El servidor HTTP solo envía el resultado del programa (un documento precedente por el encabezado contiendo cookies) al navegador.
Las cookies también pueden ser puestas por JavaScript o scripts similares en el navegador. En JavaScript, el objeto document.cookie es usado para este propósito. Por ejemplo, la instrucción document.cookie = "temperature=20" crea una cookie de nombre temperature y valor 20.

### Caducidad
Cuando las cookies han caducado, estas no son enviadas al navegador; por lo tanto, la caducidad de las cookies puede ser pensada como un límite de tiempo en el que una de ellas puede ser usadas. La cookie puede luego ser renovada después de que este límite haya pasado. Algunos sitios prefieren que las cookies caduquen en tiempos más cortos por razones de seguridad. Las cookies no se envían al servidor bajo estas condiciones:
- al finalizar una sesión de usuario: por ejemplo, cuando se cierra el navegador (si esta no es persistente)
- Se ha fijado una fecha de caducidad y esta ha pasado.
- La fecha de caducidad es cambiada a una fecha anterior (por el servidor)
- esta se borra por orden del usuario.

Nota: La tercera condición permite que un servidor elimine una cookie explícitamente.

### Autenticación
Muchos servidores o páginas web utilizan las cookies para reconocer usuarios que ya se hayan autenticado o para personalizar páginas web dependiendo de las opciones que un usuario seleccione. Por ejemplo, esto puede suceder cuando:
- El usuario escribe su nombre y contraseña, los cuales son enviados al servidor
- El servidor verifica la información proporcionada, y si es correcta devuelve una página de confirmación con una cookie, guardando así esta información en la computadora del usuario.
- Cuando el usuario visita una página la cual pertenece al servidor, este verifica la existencia de las cookies y luego comprueba si las cookies existentes son iguales a las que han sido guardadas en el servidor. Si hay coincidencias, el servidor puede identificar el usuario que solicitó la página.

Este es uno de los métodos de autenticación más habituales, usados por Yahoo!, Wikipedia, o Facebook.
Otro uso de las cookies se refiere al seguimiento de una ruta (camino) que un usuario toma cuando navega a través de páginas web de un servidor o sitio. Esto también puede ser obtenido cuando se usa la dirección IP de una computadora, aunque las cookies tienen mejor precisión. Esto se puede realizar de la siguiente manera:
- Si el usuario visita una página web pero la solicitud no contiene una cookie, el servidor asume que esta es la primera visita a esa página; el servidor crea una serie de caracteres aleatorios, que luego son enviados como una cookie además de la página solicitada.
- De ahora en adelante, la cookie es enviada al servidor automáticamente por el navegador cada vez que una página se ha solicitado. El servidor envía una página como siempre, pero la fecha y hora son guardadas en un registro de la visita con la cookie.

Si luego se lee el registro, es posible identificar cuando, quién, y la secuencia en la cual un usuario accedió a que páginas.

### Cesta
Algunas páginas web, en particular páginas de compra o venta de productos permiten que usuarios guarden objetos en una "cesta virtual" incluso si ellos están fuera de sesión. Una lista de estos objetos puede ser almacenada en una cookie. Por ejemplo, cuando el usuario agrega un elemento a su cesta virtual, el servidor agrega el nombre de este objeto a la cookie. Sin embargo, este es un método muy inseguro ya que puede que la cookie sea fácilmente alterada por otro usuario. Una mejor forma podría ser que se genere una cookie de "seguimiento" aleatoria y luego usarla como una referencia en el servidor.